# Gerardo Martínez de Velasco
Gerardo Martínez de Velasco y Delgado (¿Burgos?, 1820-1882) fue un militar carlista español. 
Participó muy en la primera guerra carlista en el norte de lado del pretendiente Carlos María Isidro y, según Melchor Ferrer, sirvió después también en Cataluña en la campaña montemolinista. Sin embargo, pasaría a la historia por su destacada actuación en la tercera guerra carlista, en la que fue comandante general carlista de Vizcaya.

## Biografía
Tras haber participado en las dos primeras guerras carlistas, en 1869 entró de comisario de la Inspección Administrativa de la Compañía de Caminos de Hierro del Norte. Tres años después estallaba la tercera guerra carlista.

### Campaña del Norte
En 1872, y contando 52 años de edad, tomó nuevamente las armas en defensa de Carlos VII. Formó parte de la Junta Militar Vasco-Navarra con el grado de brigadier y se presentó en Vizcaya formando una partida, que a las órdenes del brigadier Ulibarri fue engrosando, llegando a poco a mil hombres. Con ellos se sostuvo aun después de firmado el convenio de Amorebieta, hasta que, abrumado por todas las fuerzas enemigas y en vista de las deserciones de su gente, se vio precisado a internarse en Francia.
Al año siguiente volvió a entrar en campaña con el general Valde-Espina, teniendo la suerte de poner arrebatar al gobierno liberal mil fusiles de la fábrica de Plasencia. Al poco tiempo probó sus dotes de organizador, llegando a reunir dos mil hombres, con los cuales recorrió impunemente toda la provincia.
Cuando el 16 de julio entró Don Carlos en España por segunda vez, logró Velasco, que ya había sido nombrado comandante general de Vizcaya, presentarle organizados los batallones de Orduña, Guernica, Durango, Marquina, Arratia y Munguía, mandados respectivamente por Bernaola, Iriarte, Sangarrén, Sarasola, Echevarri y Gorordo. Para obtener este resultado contaba con la eficacísima cooperación de su jefe de Estado Mayor, coronel Alejandro Argüelles, procedente del distinguido cuerpo de Ingenieros, quien empezó por comprar en el extranjero once mil fusiles sistema Alleu. Estos fusiles desembarcaron en Lequeitio después de mil peripecias.
A la vez que Velasco, entró en campaña el septuagenario brigadier Andéchaga, a cuya sola presentación formó dos batallones en las Encartaciones.
Unas veces unidos, y otras veces separados, estos dos brillantes caudillos lograron salir vencedores en diferentes choques, especialmente en la acción de Lamindano.
También organizó Velasco, ayudado del coronel Carlos Costa, el batallón de Bilbao, cuyo mando dio a José Fontecha, antiguo jefe de la Guardia Civil; los batallones castellanos del Cid y Arlanzón, cuyos jefes fueron Bruyel y Naranjo; una batería de Montaña (García Gutiérrez) y un escuadrón (Noriega).
Seguido de tres batallones vizcaínos y uno castellano, tomó una parte destacada en la batalla de Montejurra. Después de la acción de Velabieta, cerró el paso a Moriones, a la altura de Tolosa, con sus vizcaínos.
En 1874 contribuyó asimismo a la toma de Portugalete y bloqueo y sitio de Bilbao. Cuando el marqués del Duero trató de romper las líneas de Somorrostro, Velasco cubrió con dos batallones castellanos varios puntos en el valle de Carranza (línea de Valmaseda). Se batieron bizarramente sin esperanza de socorro contra cuadruplicadas fuerzas enemigas, haciendo, según Pirala, «tan heroica resistencia, que fueron la admiración de sus contrarios».

### Campaña del Centro
En septiembre del mismo año fue destinado al ejército carlista del Centro, desempeñando la comandancia general de Valencia e interinamente el mando en jefe, hasta la llegada del general Lizárraga. En el poco tiempo que permaneció en el distrito del Centro, procuró organizar militarmente sus fuerzas, a imitación de las del Norte, librándose las acciones de Bechí y Villafranca del Cid, cuyos resultados no fueron todo lo propicios que podía esperarse, pues las fuerzas de Cucala se pronunciaron en dispersión.
A la llegada de Lizárraga volvió, aunque por pocos días, a su comandancia general de Valencia, siendo nombrado poco después ayudante de campo de Don Carlos, con el cual entró en Francia a la terminación de la guerra en febrero de 1876.

### Emigración
Su lealtad a la causa carlista, así como sus dotes militares, destacables por el hecho de que Velasco no procedía del Ejército español, le conquistaron un honroso puesto entre sus compañeros de armas. Don Carlos concedió el título de Marqués de Velasco.
Entre mayo y agosto de 1876 acompañó al pretendiente en su viaje a México y Estados Unidos. Falleció pobre en la emigración pocos años después.
Fue tío de Eusebio Martínez de Velasco (redactor jefe en Madrid de La Ilustración Española y Americana) y suegro del también militar carlista Pedro Vidal.
Estuvo casado con Antonia Tomelen y Basanta y fue padre de María del Rosario Martínez de Velasco y Tomelen.